# کریستینا (باداخوس)
کریستینا (به اسپانیایی: Cristina) یک منطقهٔ مسکونی در اسپانیا است که در استان باداخس واقع شده‌است. کریستینا (باداخوس) ۱۵٫۸ کیلومتر مربع مساحت دارد ۲۹۶ متر بالاتر از سطح دریا واقع شده‌است.